# Кафедральний собор Святих Рівноапостольних Костянтина та Єлени (Тернопіль)
Кафедральний собор Святих Рівноапостольних Костянтина та Єлени в Тернополі — головний собор Тернопільської єпархії Православної Церкви України в місті Тернопіль. Кафедра архієрея — Високопреосвященнійшого митрополита Тернопільського і Кременецького Нестора.
Собор будується в ім'я святих Костянтина та Єлени.

## Історія храму
У березні 2007 року архієпископ Тернопільський і Кременецький Іов освятив місце під забудову майбутнього кафедрального собору. 30 жовтня 2016 року закладення першого каменю під будівництво собору здійснив Святійший Патріарх Київський і всієї України Філарет. Наразі будівництво собору в давньо-візантійському стилі триває. Будівлю споруджують з тесаного каменю на перехресті вулиць Генерала Мирона Тарнавського — Київської в Тернополі.
20 травня 2021 року Блаженнійший Митрополит Київський і всієї України Епіфаній звершив чин освячення дзвонів кафедрального собору святих рівноапостольних Костянтина та Єлени.
19 червня 2022 року Блаженнійший Митрополит Київський і всієї України Епіфаній під час архіпастирського візиту до Тернополя оглянув хід будівництва кафедрального собору на честь святих рівноапостольних Костянтина і Єлени.
7 листопада 2024 року працівники будівельної фірми встановили один із куполів на кафедральний собор Святих Рівноапостольних Костянтина та Олени.
Богослужіння звершуються в каплиці поряд з майбутнім собором.